# ブレイン・シチュー
「ブレイン・シチュー」（Brain Stew）は、アメリカのロックバンド、グリーン・デイの楽曲。バンドの4枚目のアルバム『インソムニアック』に収録。シングルカットされた。
作詞はビリー・ジョー・アームストロング、作曲はグリーン・デイ。原題は『インソムニアック』だった。

## 概要
ビリーによるギターリフにはじまり、ギターリフを軸にしたバンドサウンドを展開する。アルバムで次に収録されている曲「ジェイディッド」にそのまま続くような構成になっており、シングルでは2曲のメドレーとして収録されて発売された。バンドのコンピレーション・アルバム『インターナショナル・スーパーヒッツ!』にも収録されている。
また、この曲にはミュージック・ビデオが作成されておりDVD『インターナショナル・スーパーヒッツ・ビデオ!』で視聴できる。
この曲はライヴでも演奏されている。ライヴ演奏は、ライブ・アルバム『ブレット・イン・ア・バイブル』に2005年のものが収録されており、DVDではバンドが曲を演奏する模様を見ることができる。